# Кірсбах
Кірсбах (нім. Kirsbach) — громада в Німеччині, розташована в землі Рейнланд-Пфальц. Входить до складу району Вульканайфель. Складова частина об'єднання громад Кельберг.
Площа — 3,41 км2. Населення становить 73 ос. (станом на 31 грудня 2020).